# Avenida Antônio Carlos Magalhães (Salvador)
A Avenida Antônio Carlos Magalhães, inaugurada como Avenida Vale do Camurugipe, é uma avenida localizada na cidade de Salvador, na Bahia. Seu nome é uma homenagem ao falecido político homônimo, ex-governador do estado. Inicia-se na Rótula do Abacaxi e termina no bairro do Itaigara. Possui em sua extensão edifícios residenciais, centros empresariais e empreendimentos comerciais.
Ao longo de seu percurso, foi construída a estrutura inicial do BRT Salvador de 2018 a 2023, isto é, os trechos 1 e 3 do serviço de transporte por ônibus com estações e em via segregada. Na avenida estão situadas todas as estações iniciais: Rodoviária Sul, Hiper, Cidadela, Parque da Cidade, Itaigara e Pituba.